# Горгота (Прахова)
Горгота (рум. Gorgota) — село у повіті Прахова в Румунії. Адміністративний центр комуни Горгота.
Село розташоване на відстані 38 км на північ від Бухареста, 17 км на південь від Плоєшті, 103 км на південь від Брашова.

## Населення
За даними перепису населення 2002 року у селі проживали 1210 осіб, усі — румуни. Усі жителі села рідною мовою назвали румунську.